# Liechtensteiner-Cup 2022-2023
La Liechtensteiner-Cup 2022-2023, nota come FL1 Aktiv-Cup 2022-2023 per ragioni di sponsorizzazione, è stata la 78ª edizione della coppa nazionale del Liechtenstein, iniziata l'8 agosto 2022 e terminata il 17 maggio 2023. Il Vaduz è la squadra campione in carica.

## Date
| Turno                   | Data                              |
| ----------------------- | --------------------------------- |
| Turno di qualificazione | 8 agosto 2022                     |
| Ottavi di finale        | 17-31 agosto 2022                 |
| Quarti di finale        | 20 settembre - 11-12 ottobre 2022 |
| Semifinali              | 15 marzo - 5 aprile 2023          |
| Finale                  | 17 maggio 2023                    |

## Squadre partecipanti
Tutte le 16 squadre partecipanti giocano nel campionato svizzero di calcio.
| Challenge League (secondo livello) | 1ª Lega (quarto livello) | Seconda Lega interregionale (quinto livello) | 2ª Lega (sesto livello) | 3ª Lega (settimo livello)                                      | 4ª Lega (ottavo livello)                          | 5ª Lega (nono livello)               |
| ---------------------------------- | ------------------------ | -------------------------------------------- | ----------------------- | -------------------------------------------------------------- | ------------------------------------------------- | ------------------------------------ |
| Vaduz                              | Eschen/Mauren            | Balzers                                      | Vaduz II                | Balzers II Eschen/Mauren II Ruggell Schaan Triesen Triesenberg | Eschen/Mauren III Ruggell II Triesen II Vaduz III | Schaan II Triesenberg II Triesen III |

## Turno di qualificazione
Il turno di prequalificazione comprendeva tutte e tre le "terze" squadre (FC Triesen III, FC Vaduz III e USV Eschen/Mauren III) con la squadra finale sorteggiata che ha ricevuto un bye per gli ottavi di finale
| Squadra 1     | Risultato | Squadra 2         |
| ------------- | --------- | ----------------- |
| 8 agosto 2022 |           |                   |
| Triesen III   | 0 - 5     | Eschen/Mauren III |

## Ottavi di finale
Gli ottavi di finale sono stati sorteggiati il 5 agosto. Le squadre che competono nella 1. Liga o superiore (attualmente FC Vaduz e USV Eschen/Mauren) sono state teste di serie, mentre tutte le altre squadre sono rimaste senza testa di serie. Tutte le squadre che hanno evitato la prequalificazione sono state iscritte alla competizione in questa fase.
| Squadra 1        | Risultato       | Squadra 2         |
| ---------------- | --------------- | ----------------- |
| 16 agosto 2022   |                 |                   |
| Vaduz III        | 1 - 6           | Schaan            |
| Ruggell II       | 1 - 1 (4-5 dtr) | Vaduz II          |
| Triesenberg      | 5 - 3           | Triesen           |
| Eschen/Mauren II | 0 - 9           | Balzers           |
| 17 agosto 2022   |                 |                   |
| Ruggell          | 1 - 4           | Eschen/Mauren     |
| Schaan II        | 3 - 7           | Eschen/Mauren III |
| Triesenberg II   | 1 - 4           | Balzers II        |
| 31 agosto 2022   |                 |                   |
| Triesen II       | 0 - 18          | Vaduz             |

## Quarti di finale
I quarti di finale sono stati sorteggiati il 1º settembre 2022. A causa della qualificazione dell'FC Vaduz alla fase a gironi della UEFA Europa Conference League, la partita contro l'USV Eschen Mauren III è stata riprogrammata e si è svolta durante la pausa per le nazionali.
| Squadra 1         | Risultato | Squadra 2     |
| ----------------- | --------- | ------------- |
| 20 settembre 2022 |           |               |
| Eschen/Mauren III | 0 - 8     | Vaduz         |
| 11 ottobre 2022   |           |               |
| Balzers II        | 3 - 2     | Schaan        |
| 12 ottobre 2022   |           |               |
| Vaduz II          | 0 - 3     | Balzers       |
| Triesenberg       | 0 - 1     | Eschen/Mauren |

## Semifinali
| Squadra 1      | Risultato   | Squadra 2 |
| -------------- | ----------- | --------- |
| 13 aprile 2022 |             |           |
| Balzers II     | 0 - 3       | Balzers   |
| Eschen/Mauren  | 1 - 2 (dts) | Vaduz     |

## Finale
| Arbitro: | David Schärli |

|  |           |                                                     |
|  | Marcatori | 41’ Gasser 70’ (rig.) Çiçek 77’ Traber 88’ Väyrynen |